# Большой Кугланур
Большой Кугланур (мар. Кугу Кугланур) — деревня в Оршанском районе Республики Марий Эл. Входит в состав Шулкинского сельского поселения.

## География
Находится в северной части республики Марий Эл на расстоянии приблизительно 27 км по прямой на северо-восток от районного центра посёлка Оршанка.

## История
Известна с 1829 года как деревня с 13 дворами и 168 жителями. В 1866 году в 17 дворах проживали 194 человека, в 1891 году 58 и 328 соответственно, в 1926 72 и 332, мари. В 1959 году в деревне проживали 307 человек. В 2003 году насчитывалось 92 двора. В советское время работали колхозы «Эр ужара», им. Молотова, им. Горького, позднее СПК «Колхоз „Кугланур“».

## Население
Население составляло 328 человек (мари 89 %) в 2002 году, 289 в 2010.